# Saint-Morillon
Saint-Morillon é uma comuna francesa na região administrativa da Nova Aquitânia, no departamento da Gironda. Estende-se por uma área de 20,63 km². Em 2010 a comuna tinha 1 739 habitantes (densidade: 84,3 hab./km²).